# Eulogius van Alexandrië

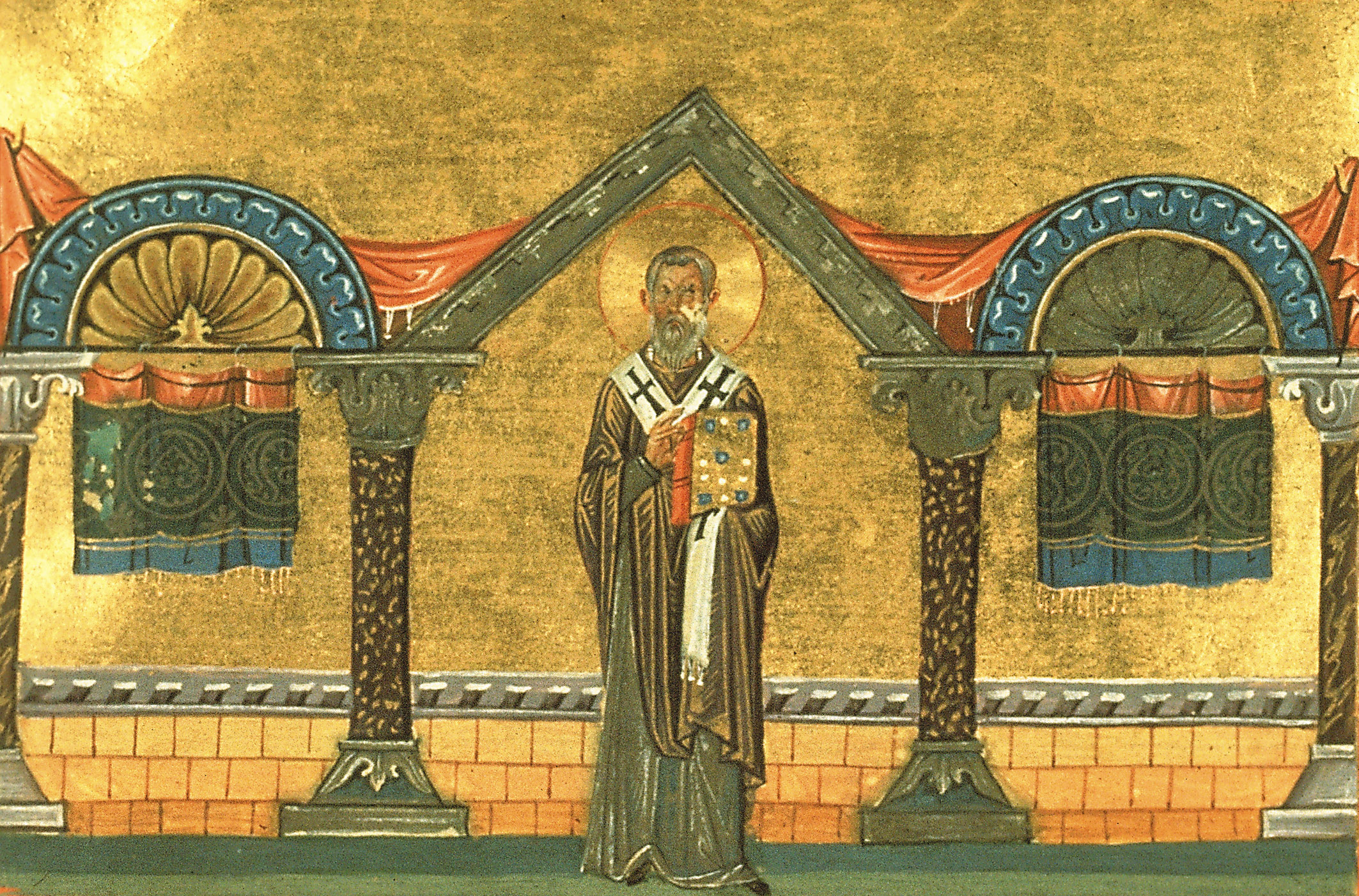
Eulogius van Alexandrië

Eulogius van Alexandrië was van 580 tot 608 Griekse patriarch van Alexandrië. Hij wordt als een heilige beschouwd. Zijn feestdag valt op 13 september.
Hij was een succesvolle bestrijder van ketterse fouten, die in zijn tijd in Egypte veel voorkwamen, met name de verschillende vormen van monofysitisme. Hij was een warm vriend van paus Gregorius de Grote, met wie hij in schriftelijke correspondentie stond. De paus deed hem veel blijken van waardering en bewondering toekomen.

## Voetnoten
1. ↑   Eulogius (581-608), Officiële website van het Grieks-orthodoxe patriarchaat van Alexandrië en geheel Afrika.
2. ↑  Gregorius de Grote zie hier, Epistels, deel VIII.30 (en)